# Waddington (Nueva York)
Waddington es un pueblo ubicado en el condado de St. Lawrence en el estado estadounidense de Nueva York. En el año 2000 tenía una población de 2 212 habitantes y una densidad poblacional de 16 personas por km².

## Geografía
Waddington se encuentra ubicado en las coordenadas 44°51′50″N 75°11′49″O / 44.86389, -75.19694.

## Demografía
Según la Oficina del Censo en 2000 los ingresos medios por hogar en la localidad eran de $35,952, y los ingresos medios por familia eran $42,357. Los hombres tenían unos ingresos medios de $30,547 frente a los $22,135 para las mujeres. La renta per cápita para la localidad era de $18,311. Alrededor del 11.2% de la población estaban por debajo del umbral de pobreza.